# Óscar Salazar Blanco
Óscar Salazar Blanco   (Ciutat de Mèxic, 3 de novembre de 1977) és un taekwondista mexicà, ja retirat, guanyador d'una medalla olímpica. És germà de la també taekwondista Iridia Salazar.
El 2004 va prendre part en els Jocs Olímpics d'Estiu d'Atenes, on guanyà la medalla de plata en la prova del pes mosca del programa de taekwondo.
En el seu palmarès també destaca una medalla de bronze en el Campionat del Món de 1999, dues medalles en els Jocs Panamericans, d'or el 1999 i de plata el 2003, així com una medalla d'or en els Jocs Centreamericans i del Carib del 2002.